# Sofrosina
En la mitología griega, Sofrosina (en griego antiguo: Σωφροσύνη, Sōphrosýnē) era la personificación de la «moderación», «templanza» o «discreción». Su equivalente romana era Continentia («continencia», «moderación») o Sobrietas («sobriedad»).
La palabra se encuentra en los escritos de Platón, y su significado se debatió en su diálogo Cármides. La gran estimación de sofrosine por parte de Platón pudo haber sido influenciada por el fragmento 112 (D-K) de Heráclito, que dice: "Sofrosine es la mayor virtud, y la sabiduría es hablar y actuar en confianza, prestando atención a la naturaleza de las cosas" (σωφρονεῖν ἀρετὴ μεγίστη, καὶ σοφίη ἀληθέα λέγειν καὶ ποιεῖν κατὰ φύσιν ἐπαίοντας.)

Aunque los autores griegos nunca le concedieron una filiación en una fuente latina se dice que la Continencia (Continentia) era hija de Érebo y la Noche. Teognis alega que fue uno de los démones que escaparon de la caja de Pandora:
«La Esperanza (Ἐλπίς, Elpís) es el único dios bueno que queda entre los hombres; los demás se han marchado al Olimpo. La Confianza (Πίστις, Pístis), un dios poderoso, también se ha ido, la Moderación (Σωφροσύνη) se ha alejado de entre los hombres, y las Gracias, mi amigo, han abandonado la tierra».
En El asno de oro, Apuleyo la hace enemiga de Afrodita, diosa de la pasión y la lujuria. Platón la asimilaba a la idea pitagórica de armonía.
Hipatia de Alejandría, la filósofa helenística dedicada a la ciencia hasta el final de su vida, cuando fue asesinada por una turba de cristianos, se suele proponer como ejemplo de sofrosine.
En la interpretación propia de los historiadores del Arte de época moderna, la sofrosine se expresaba en la belleza clásica que se representó en las producciones de la escultura griega del siglo V a. C. y siglo IV a. C. Artistas como Fidias, Policleto y Praxíteles buscaban la perfección en la armonía, el equilibrio y la proporción.
El concepto sofrosine de los griegos antiguos corresponde al ideal de excelencia de carácter y solidez de la mente, que cuando se combina en un individuo bien equilibrado conduce a otras cualidades, como la templanza, la moderación, la prudencia, la pureza y la autoestima.
En otros idiomas no hay una sola palabra que sea un equivalente simple, pero a veces se traduce como la prudencia, el autocontrol, la moderación o la templanza.
En la literatura griega, sofrosine se considera una cualidad importante y se expresa en oposición al concepto de arrogancia (Hibris). Un ejemplo notable de esto ocurre en La Ilíada de Homero, cuando Agamenón decide tomar a la reina Briseida lejos de Aquiles, se ve cómo Agamenón se comporta con 'hibris' (arrogancia), careciendo de sofrosine.
Sofrosine es un tema en la obra Hipólito de Eurípides, donde Sofrosine está representada por la diosa Artemisa y está personificada por el personaje Hipólito.